# مقتل نقيب الله محسود
نقيب الله محسود، هو مواطن باكستاني قُتِلَ في 13 يناير 2018 في كراتشي في باكستان خلال مطاردة زائفة نظمها كبير ضباط الشرطة في منطقة كاراشي مرير راو أنور. ففي 3 يناير تم اختطاف نقيب الله مع اثنين من أصدقائه من قبل رجال راو أنور في ملابس مدنية من فندق في كراتشي. وفي 6 يناير أطلقت الشرطة سراح صديقيه، ولكن نقيب الله ظل مُعتقلا وتعرض للتعذيب، ثم قتل يوم 13 يناير في مواجهة وهمية أُطلق عليه الرصاص مرتين في ظهره. وقُتِل معه ثلاثة رجال آخرين هم محمد صابر ومحمد إسحاق ونزار جان محسود في المواجهة التي نُظمت، وأُطلق الرصاص على هؤلاء من مسافة قريبة. وفي 17 يناير سُلمت جثة نقيب الله إلى أقاربه في مشرحة جمعية شبايا الخيرية في كراتشي. وفي 18 يناير نقل أقاربه جثمانه إلى خيبر بختونخوا، حيث صلوا عليه صلاة الجنازة، وفي نفس اليوم دُفن في مسقط رأسه في ماكين جنوب وزيرستان.
زعمت الشرطة أنها قتلت أربعة إرهابيين مشتبه بهم في تبادل لإطلاق النار، وزعم راو أنور أن نقيب الله كان له صلات مع جماعة طالبان باكستان ولشكر جهنكوي وتنظيم الدولة الإسلامية. طعن أقارب نقيب الله ونشطاء حقوق الإنسان في الادعاءات، وخاصة حركة بشتون تحفظ، وطالبوا بتشكيل لجنة تحقيق مكونة من كبار ضباط الشرطة للتحقيق في القتل، ووجدت اللجنة أن نقيب الله بريء.
في 24 يناير 2019 أعلنت محكمة باكستانية لمكافحة الإرهاب أن نقيب الله والأشخاص الثلاثة الآخرين أبرياء.